# Буттинг, Макс
Макс Бу́ттинг (нем. Max Butting; 6 октября 1888[…], Берлин — 13 июля 1976[…], Берлин) — немецкий композитор и общественный деятель. Член Прусской академии искусств (1932) и Академии искусств ГДР (1951).

## Биография
Музыкальное образование получил в Берлинской консерватории у Арнольда Дрейера (орган) и в Мюнхенской музыкальной академии у Фридриха Клозе, Вальтера Курвуазье (композиция), Пауля Прилля, Феликса Мотля (дирижирование) и у Карла Эрлера (вокал). С 1929 года один из руководителей Товарищества немецких композиторов. В 1933—1938 годах — директор Государственного общества по охране прав на исполнение музыкальных произведений (STAGMA). Несмотря на членство в НСДАП, после Второй мировой войны занял видное положение в музыкальной жизни ГДР, преподавал композицию в Берлинской консерватории. В 1956—1959 годах — вице-президент Академии искусств ГДР. Если на раннее творчество композитора заметно повлияли Рихард Вагнер и Рихард Штраус, то на позднем периоде отразилось влияние Антона Брукнера и Макса Регера. Также создавал произведения в неоклассическом стиле.

## Сочинения
- опера «Плавт в женском монастыре» / Plautus im Nonnenkloster, по новелле Конрада Мейера, 1959, Лейпциг)
- балет «Старый замок» / Altes Schloß (1938)
- «Меморандум» для хора, солистов и оркестра / Das Memorandum (1948), ор. 52
- 6 кантат, в том числе 4 для смешанного хора и камерного оркестра под общим названием «После войны» / Nach dem Kriege (1946—1948), op. 59, 61, 63
- «Неправдоподобная история о чёрной лошади» / Die Lügengeschichte vom schwarzen Pferd (на стихи Алекса Эккене, 1949), op. 71
- камерная кантата для баритона, камерного хора и камерного оркестра (1949)
- симфония № 1 (1922)
- симфония № 2 (1924)
- симфония № 3 (1928)
- симфония № 4 (1942)
- симфония № 5 (1943)
- симфония № 6 (1945)
- симфония № 7 (1949)
- симфония № 8, программная (1952)
- симфония № 9 (1956)
- симфония № 10 (1963)
- «Литургическая симфония» для хора
- камерная симфония для 13 инструментов (1924), ор. 25
- фантазия для оркестра (1947)
- сонатина для струнного оркестра (1949), ор. 68
- концерт для флейты с оркестром (1950), ор. 72
- симфонические вариации (1953)
- «5 серьёзных пьес» для оркестра / Fünf ernste Stücke (по мотивам рисунков Дюрера, 1955), op. 92
- струнное трио (1952)
- струнный квартет № 1 (1914)
- струнный квартет № 2 (1917)
- струнный квартет № 3 (1918)
- струнный квартет № 4 (1919)
- струнный квартет № 5 (1947)
- струнный квартет № 6 (1954)
- струнный квартет № 7 (1956)
- струнный квартет № 8 (1956)
- струнный квартет № 9 (1957)
- квинтет для духовых инструментов (1925)
- 6 инвенций для флейты, скрипки, английского рожка, альта, фагота и виолончели (к баховским торжествам, 1950), ор. 77
- фортепианная соната (1951), ор. 82

## Литературные сочинения
- Musikgeschichte, die ich miterlebte. — В., 1955  (нем.) (в рус. пер. — История музыки, пережитая мной. — М., 1959). (автобиография)

## Награды
- 1954 — Национальная премия ГДР
- 1973 — Национальная премия ГДР